# Ceferino Yanguas
Ceferino Yanguas Alfaro (Fitero, 1889 - Vitoria-Gasteiz, 1970), est un photographe espagnol.

## Biographie
Ceferino Yanguas a travaillé essentiellement à Vitoria, ville dans laquelle il eut un studio pendant près de trois décennies, de 1920 à 1949.
Il a également travaillé comme reporter pour des journaux tels que Pensamiento Alavés et El Correo.
Une grande partie de son héritage photographique se trouve aujourd'hui aux archives municipales de la ville de Vitoria, sous forme de dizaines de milliers d'exemplaires et de négatifs.